# Geschiedenis van de bouwkunst
De geschiedenis van de bouwkunst is het verhaal over het bouwen door mensen en begint al in de jonge steentijd. Iedere periode en plaats heeft bepaalde stijlkenmerken. Studie van de geschiedenis van de bouwkunst maakt deel uit van de kunstgeschiedenis.
Het bouwen voor bewoning was een alternatief voor het bewonen van een natuurlijke grot en het leven in de open lucht.

## Steentijd

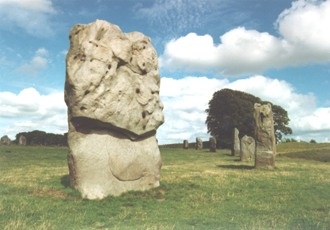
Steencirkel bij Avebury

De vroegst bekende structuren gebouwd door de mens (Homo erectus) bevinden zich bij Terra Amata in Zuid-Frankrijk, daterend van ongeveer 380.000 jaar geleden. De archeologische site bestaat uit ongeveer 20 hutten, gebouwd van takken die op hun plaats werden gehouden door grote stenen, bekleed met ovale ringen. Kleine groepen mensen bezetten in het late voorjaar regelmatig het kamp en lieten het verlaten tot de volgende lente. IJstijdhutten, gebouwd van mammoetbotten, die zouden zijn bedekt door huiden, zijn gevonden op vele plaatsen in Oost-Europa, met inbegrip van een beroemd voorbeeld bij Mezhyrich in centraal Oekraïne, dat dateert van ongeveer 15.000 jaar geleden. Die opgravingen zijn in de jaren '70 gedaan.
Uit de steentijd stammen de hunebedden. Dit zijn grafkamers, gebouwd met opeen gestapelde zwerfstenen en overdekt met aarde. In de loop van de tijden verdween de aarde en kwam de stenen constructie bloot te liggen. Legeraanvoerders werden in volle wapenuitrusting en met gebruiksvoorwerpen in de kamer gelegd.
Andere soorten grafkamers zijn dolmen, opeenstaande platte stenen met een dekplaat en met aarde bedekt. Ook werd veelvuldig een koepelgraf gebouwd. Dit is een kuil, bedekt met om en om gestapelde stammen en bedekt met aarde.
Andere bouwwerken uit deze periode zijn de menhirs. Dit zijn rechtop staande stenen, geplaatst in lange rijen. De betekenis van deze stenen is nog steeds niet duidelijk.
Een steencirkel is, zoals de naam al zegt, een reeks in een cirkel geplaatste stenen. De bekendste is die nabij Stonehenge in Zuid-Engeland. Steencirkels hadden waarschijnlijk een religieuze functie.

## Egyptische oudheid

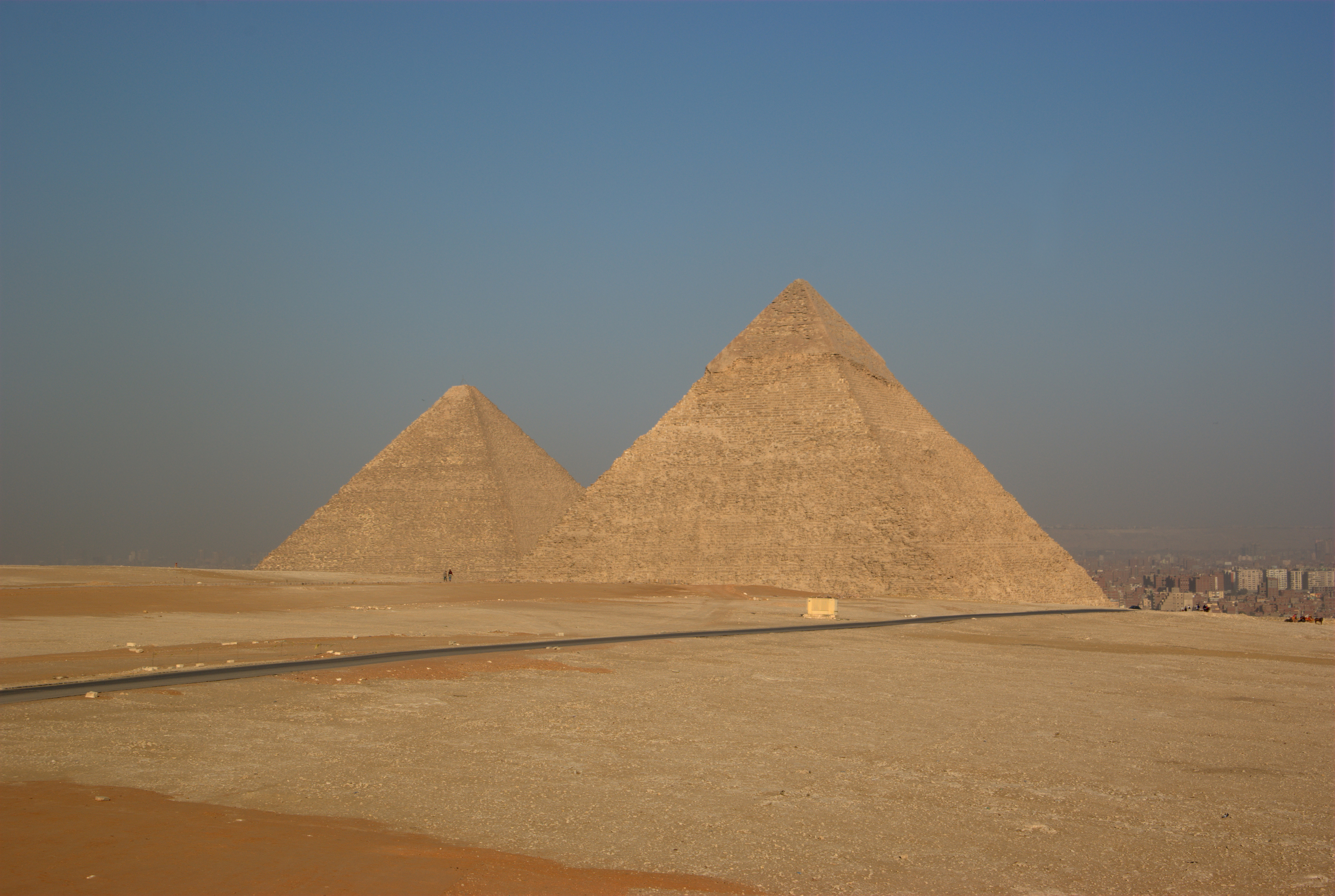
Piramide van Giza

De Egyptische architectuur is vooral bekend vanwege de piramiden en tempels.
De grafarchitectuur heeft een lange ontwikkeling doorgemaakt in Egypte. Belangrijke personen werden oorspronkelijk in mastaba's begraven. De Piramide van Djoser nabij Saqqara is de eerste stap op weg naar de piramide. De trappiramide is een opeenstapeling van mastaba's en is ontworpen door de architect Imhotep.
In de architectuur wordt een gebouw overigens meestal aangeduid met de opdrachtgever. Zo spreekt men van de piramide van Djoser, en niet de piramide van Imhotep.
De volgende stap was de ware piramide, waarvan de grootste van allemaal, de Piramide van Cheops.
De piramide is in de loop van de tijd vervangen door het rotsgraf, waarvan het meest bekende het graf van Toetanchamon. Rotsgraven zijn te vinden in de berghelling bij Beni Hassan en in de valleien der koningen en koninginnen nabij het tegenwoordige Luxor. Een rotsgraf bestaat uit een aantal gangen die naar verschillende vertrekken voeren.

## Mesopotamië

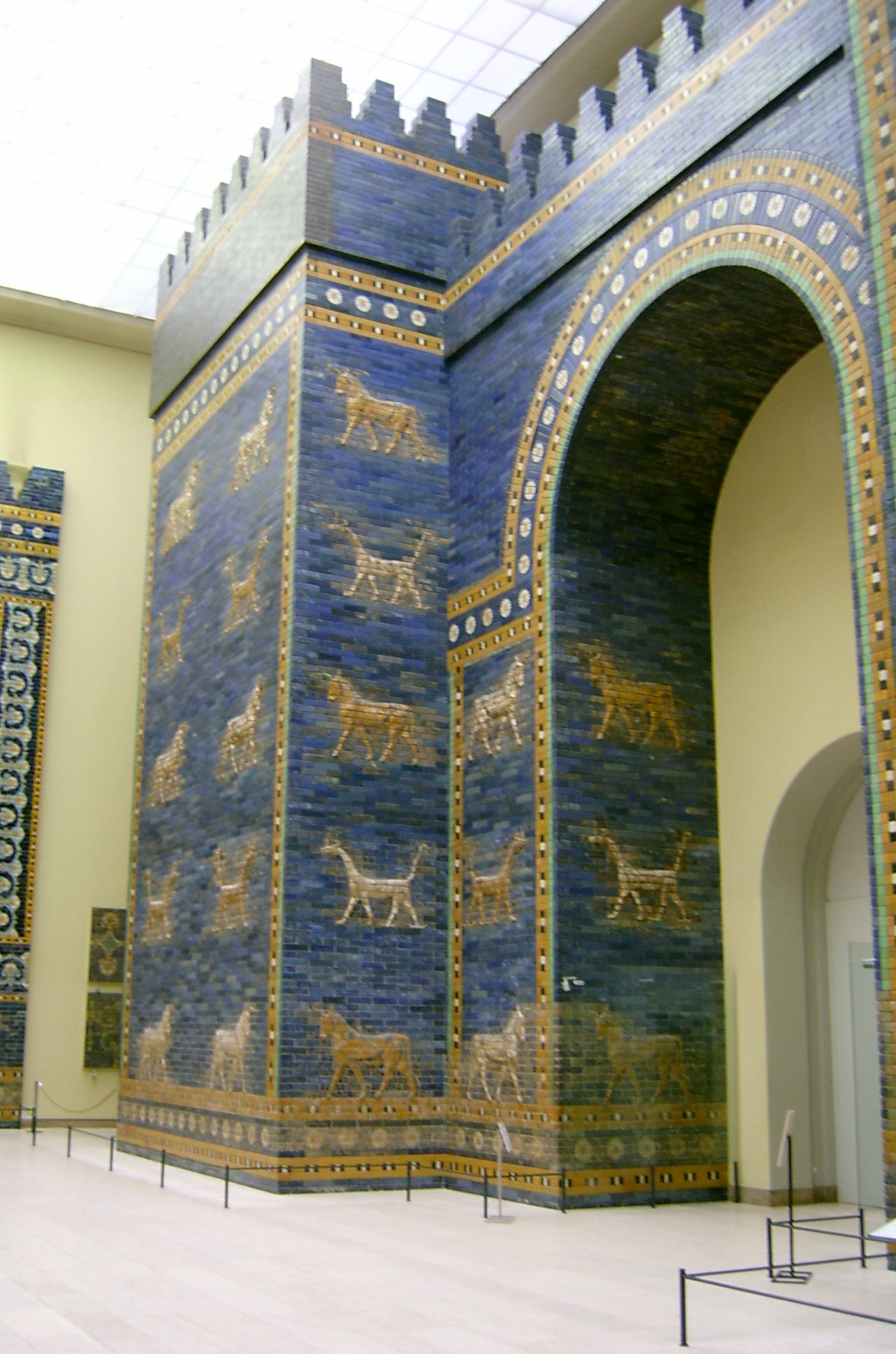
Grote Ishtarpoort van Babylon in het Pergamon, Berlijn

In de Mesopotamische bouwkunst werd veel gebruikgemaakt van gedroogde en gebakken klei. Er werden reusachtige versterkte paleizen gebouwd en op de terrassen hiervan plantte men bomen en struiken. Zo ontstonden de Hangende tuinen van Babylon. Binnen het paleis vond men de tempel waarvan de tempeltoren ziggoerat genoemd werd. Op de top van deze ziggoerat bevond zich een altaar vanwaar astrologen de loop der sterren bestudeerden.
De Hettieten maakte gebouwen van kleisteen en tempels van bewerkte natuursteen. De woonhuizen waren vakwerken, gevuld met kleisteen. Deze bouwwijze resulteerde in een goede bestendigheid tegen de veel voorkomende aardbevingen.
In het Assyrische Rijk was de hoofdstad Ninive geheel omgeven door muren met kantelen. De muren hadden monumentale poorten, met aan beide zijden gebeeldhouwde gevleugelde stieren met mensenhoofden.
Koning Nebukadnezar liet de nieuwe stad Babylon bouwen op de westelijke oever van de Eufraat. Beide delen van de stad werden door een brug verbonden. Rond de stad was een dubbele muur met torens en een bevaarbare gracht. De voornaamste toegangspoort was de Ishtarpoort, die was bekleed met blauwe geglazuurde steen.
De Perzen bouwden in hoofdzaak architraafbouw: horizontale liggers op zuilen. De muren waren van kleisteen en de zuilen van kalksteen, soms voorzien van vorkkapitelen. De daken waren van hout vervaardigd.

## Oud-Griekse bouwkunst
De Oud-Griekse architectuur bestaat uit veel verschillende stijlen en bestrijkt verschillende perioden.

### Minoïsch

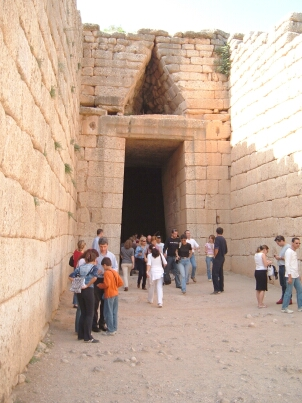
De Schatkamer van Atreus

De Minoïsche stijl stamt van omstreeks 3000 v.Chr. op het eiland Kreta. het bekendste bouwwerk is het paleis van koning Minos te Knossos. Meest in het oog springende kenmerk zijn de zuilen die onder smaller zijn dan boven.

### Myceens
Het bekendste bouwwerk uit de Myceense cultuur is de schatkamer van Atreus(Koning van Mycene), bekend om het schijngewelf en de leeuwenpoort. Een schijngewelf wordt gevormd door ringvormig gelegde, elkaar overdragende lagen stenen. Elke laag versmalde de diameter, tot het gewelf met één enkele steen kon worden voltooid. Op soortgelijke wijze werden in de Myceense architectuur ook gangen overwelfd. Het grootste verschil met een echt gewelf is dat de krachten uitsluitend verticaal naar de fundering worden gevoerd, terwijl in een boogconstructie ook horizontaal op de muren worden overgebracht. Het schijngewelf is echter constructief minder sterk dan een echt gewelf.

### Dorisch
De Grieken hadden in het begin niet veel kennis over de sterkte van steenconstructies en dus is de Dorische orde gekenmerkt door vrij logge gebouwen met kolommen met zware afmetingen en met de steunpunten dicht bij elkaar, deze bouw heet architraafbouw, een architraaf is een balk. Bekendste gebouw in deze stijl is het Parthenon op de Akropolis te Athene.

### Ionisch
Ionische zuilen zien er anders uit dan Dorische: ze hebben een basement en het kapiteel heeft twee voluten. Ook het hoofdgestel is anders gedetailleerd, in plaats van trigliefen, metopen en mutuli is er een (gebeeldhouwd) fries met daarboven een tandlijst.
Bekende voorbeelden zijn de Tempel van Nikè en het Erechtheion op de Akropolis van Athene.

### Korinthisch

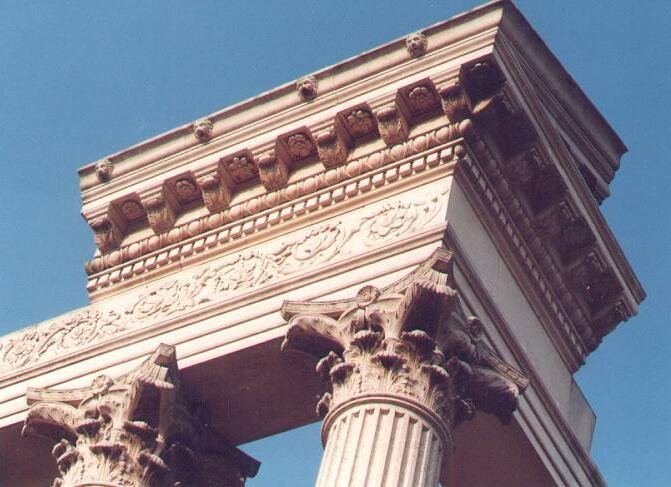
Korinthisch kapiteel

De Korinthische orde komt voornamelijk voor in Klein-Azië en had veel invloed op de Romeinse bouwkunst. De Korinthische orde is vaak rijk versierd door een acanthusblad dat of -bloem die op de zuilen zit.

## Romeinse rijk
Een van de nieuwe technieken was het gebruiken van gewelven en bogen. Deze hernieuwde architectuur werd in het begin vooral toegepast bij openbare gebouwen zoals amfitheaters, baden, tempels, forums enzovoort.